# Musaranya de muntanya de Van Sung
La musaranya de muntanya de Van Sung (Chodsigoa caovansunga) és una musaranya de la subfamília dels soricins que viu al Vietnam. Fou anomenada en record del difunt Doctor Cao Van Sung, un especialista en petits mamífers de l'Institute for Ecology and Biological Resources de Hanoi. La localitat tipus es troba a una altitud de 1.500 m (22° 45′ 27″ N 104° 49′ 49″ E) a la muntanya Tay Con Linh II del poble de Cao Bo, al districte de Vi Xuyen de la província de Ha Giang.
C. caovansunga és una espècie petita. Té una cua relativament curta sense un "pinzell" de pèls llargs a l'extrem. Els peus són d'un color marronós.
Fins ara només s'ha observat C. caovansunga a Tay Con Linh II, a altituds d'entre 1.300 i 2.000 m, però és probable que també existeixi als boscos muntanyosos del nord del Vietnam i el sud de la Xina.